# Геракл против Самсона
«Геракл против Самсона» (итал. Ercole sfida Sansone) — фильм-пеплум режиссёра Пьетро Франчиши, вышедший 20 декабря 1963 года. Представляет собой вольный кроссовер античных мифов о Геракле и Одиссее, а также библейских о Самсоне.

## Сюжет
В море неподалеку от острова Итака появился плотоядный монстр, похожий на очень крупного тюленя и нападающий на рыбаков. После очередного нападения царь Итаки Лаэрт снаряжает корабль с командой под предводительством Геракла и Одиссея с целью уничтожить монстра гарпуном. Команда успешно выполняет задание, но из-за начавшегося шторма корабль уносит далеко от Итаки, где он разбивается. Выжившие доплывают на обломках корабля до берегов Иудеи, где попадают в небольшую деревню. В этой же деревне скрывается от властей силач-мятежник Самсон, лидер антигосударственного движения.
Геракл и команда хотят вернуться на Итаку, но подходящие для этой цели корабли есть только в столице. Геракл решает попросить один корабль у царя Серена. Команда отправляется в столицу на позаимствованных ослах. Сразу после их отъезда в деревню приезжают воины Серена, разыскивающие Самсона, уже успевшего сбежать. Командир пытается узнать, где скрывается Самсон, сначала обещая жителям золото, потом угрожая смертью и рабством. Когда жители деревни отказываются говорить, командир приказывает провести обыск. В одном из домов находят шкуру льва, которого Самсон недавно задушил голыми руками. Семью, живущую в этом доме, а также всех детей и стариков в деревне убивают, остальное население обращают в рабство. На пути к столице пленных отбивает Самсон, перебив всех воинов, кроме командира.
Команда Геракла на пути к столице встречает льва. Геракл душит льва голыми руками, случайно повторив недавний подвиг Самсона. Купец-владелец ослов и его помощник, увидев это, принимают его за Самсона и сообщают проходящим неподалеку воинам, что нашли государственного преступника. К приходу Геракла в столицу Серен уже уверен, что Геракл на самом деле Самсон. Геракл убеждает царя, что он и его спутники — греки, но царь не верит. Он предлагает Гераклу доказать свою правоту: найти и привести настоящего Самсона. Друзья Геракла остаются заложниками во дворце. В путь вместе с Гераклом отправляется царица Далила, жена Серена. По дороге она пытается соблазнить героя, но тот не поддается, так как уже женат. На следующий день они доходят до руин, в которых прячется Самсон. Иудейский силач нападает на грека, они дерутся (Далила наблюдает из-за колонны), но, восхищённые силой друг друга, приходят к соглашению и становятся друзьями. Они договариваются, что Геракл приведет связанного Самсона во дворец, там сразу развяжет и даст ему возможность покончить с царём, а сам вернётся с друзьями на Итаку. Далилу они сначала хотят оставить в качестве заложницы, но она убеждает их, что, если она не вернется во дворец, царь заподозрит заговор. Её отпускают. Вскоре Геракл приводит якобы пленённого Самсона на берег, где должен состояться обмен на греков. Но Далила, добравшаяся до столицы раньше, уже рассказала царю о планах героев, и Серен принял решение убить обоих, а также всю команду Геракла. На месте ждут царь, Далила и войско, которое открывает огонь по героям. Одновременно воины оцепляют корабль, на котором находятся друзья Геракла. Одиссей сбегает и показывает героям способ перебить всех врагов: обрушить стоящий там же храм и похоронить воинов под обломами. Пока воины гибнут под камнями, к иудейскому берегу подплывает корабль «Арго», отправленный Лаэртом с целью разыскать пропавших героев. Греки уплывают на своем корабле, и Геракл на прощание кидает в Серена копье, попадая ему в сердце.

## В ролях
- Кирк Моррис — Геракл
- Илош Хошаде — Самсон
- Энцо Черузико — Одиссей
- Андреа Фантазия — Лаэрт, царь Итаки
- Альдо Джуффре — Серен, царь филистимлян, правящий Иудеей
- Лиана Орфей — Далила
- Дилетта Д’Андреа — Лерия, жена Геракла
- Фульвия Франко — жена Лаэрта, царица Итаки

## Отличия от оригинальных мифов

### О Самсоне
- Согласно Библии, сила Самсона зависела от длины его волос. В фильме же волосы Самсона не отличаются особой длиной;
- Эпизод с разрушением филистимского храма позаимствован из Библии, но в оригинальном предании Самсон разрушил храм изнутри и погиб вместе со всеми, кто там находился;
- В оригинальном библейском предании Самсон не душил льва, а разорвал ему пасть.

### О Геракле
- В оригинальном мифе Геракл постоянно носил шкуру льва, задушенного им в юности, в фильме же он уже в зрелом возрасте душит льва, но шкуру его не носит. Также отсутствует другой его атрибут — дубовая палица;
- Среди жен Геракла не было женщины по имени Лерия;
- Геракл никогда, насколько это известно, не посещал Итаку и не был знаком с Одиссеем и его отцом Лаэртом. Полностью, правда, такую возможность исключать нельзя, поскольку сыновья Геракла сражались в Троянской войне.

## Заимствования из других мифов
- В фильме фигурирует корабль «Арго» — отсылка к мифу об аргонавтах;
- Один из спутников Геракла — Одиссей, царевич Итаки — отсылка к мифам об Одиссее.